# Vertrag von Leake
Der Vertrag von Leake war ein am 9. August 1318 zwischen dem englischen König Eduard II. und dessen mächtigen Cousin Thomas of Lancaster geschlossenes Abkommen. Der nach längeren Verhandlungen zustande gekommene Vertrag sollte die langwährende Feindschaft zwischen den beiden beenden, scheiterte jedoch bereits wenig später.

## Vorgeschichte
Schon wenige Monate nach dem Beginn der Herrschaft Eduards II. 1307 stand der König einer Adelsopposition gegenüber. Zum wichtigsten dieser Gegner der Politik des Königs wurde nach 1308 Thomas of Lancaster, ein Cousin des Königs, der aufgrund seines immensen Grundbesitzes und seines sehr großen Gefolges unter den Magnaten eine Vormachtstellung hatte. Lancaster war 1312 führend an der willkürlichen Hinrichtung des königlichen Günstlings Piers Gaveston beteiligt. Der König musste unter dem Druck der Magnaten 1313 die Barone, die an der Hinrichtung beteiligt waren, begnadigen, doch er verzieh Lancaster den Tod seines Günstlings offenbar nie. Lancaster dagegen lehnte weiterhin weitgehend die Politik des Königs ab und bestand auf die Umsetzung der Ordinances, einem 1311 verkündeten Reformprogramm für die Regierung.
Ab 1316 wurde die politische Lage in England zunehmend komplexer. Während Eduard II. seine Macht zurückgewann und sich durch finanzielle Unterstützung oder attraktive Ämter die Loyalität von Magnaten wie dem Earl of Hereford, Roger Mortimer of Wigmore und Bartholomew de Badlesmere sicherte, gewannen neue Höflinge wie Roger Damory, Hugh Audley und William Montagu zunehmend an Einfluss. Lancaster dagegen lehnte deren Einfluss entschieden ab und zog sich vom Königshof zurück. Vermutlich war er der Anstifter für einen Überfall auf den königlichen Günstling Henry de Beaumont und dessen Bruder Bischof Louis de Beaumont von Durham. Im Oktober und November 1317 eroberten Gefolgsleute von Lancaster Knaresborough und Alton Castle, die beide im Besitz von Roger Damory waren. Dazu plünderte Lancaster aus Rache Güter von Earl Warenne in Yorkshire, der im Frühjahr 1317 seine Frau Alice de Lacy entführt hatte. Als Zeichen seiner Stärke zog Lancaster die militärischen Aufgebote seiner Vasallen zusammen, während der Earl of Pembroke den König im Oktober 1317 nur mit Mühe davon abhalten konnte, Lancaster in Pontefract Castle zu belagern. Damit stand das Reich kurz vor einem offenen Bürgerkrieg, während andererseits die Schotten ausgedehnte Überfälle nach Nordengland unternahmen.
Zur Abwehr der schottischen Überfälle auf Nordengland benötigte der König aber die militärische Unterstützung des vor allem in Nordengland mächtigen Lancasters, weshalb der König unter starkem Druck stand. In der Folge schickte die Regierung mehrfach Boten zu Lancaster, damit die Situation nicht weiter eskalierte, und für den 27. Januar 1318 berief der König ein Parlament nach Lincoln. Nun bestand aber die Gefahr, dass Lancaster mit einem großen bewaffneten Gefolge in Lincoln erscheinen würde, und die Bischöfe befürchteten bewaffnete Zusammenstöße zwischen Unterstützern des Königs und Gefolgsleuten Lancasters. Am 30. Dezember 1317 trafen sich mehrere englische Bischöfe mit dem Kronrat in Westminster. Die Versammlung drängte den König, das Parlament zu vertagen. Erst wenn eine Verständigung zwischen dem König und Lancaster erreicht worden sei, solle wieder ein Parlament geladen werden, woraufhin der König am 4. Januar 1318 das Parlament vertagte. John Salmon, der Bischof von Norwich suchte Lancaster in Pontefract auf, offensichtlich um von ihm seine Verhandlungsbereitschaft bestätigt zu bekommen. Am 23. Februar 1318 fand in der St Paul’s Cathedral in London eine Synode der Kirchenprovinz Canterbury statt, während der die Bischöfe offensichtlich vereinbarten, mit Lancaster in Leicester Verhandlungen zu führen.

## Verhandlungen in Leicester
Bischof John Sandale von Winchester, der auch königlicher Kanzler war, wurde am 29. März vom König nach Leicester gesandt. Dort fanden Anfang April Verhandlungen mit Lancaster statt, die am 12. April zum Abschluss kamen. Neben Sandale gehörten der Delegation wahrscheinlich auch Erzbischof Walter Reynolds von Canterbury, die Bischöfe John Salmon von Norwich, John Langton von Chichester, John Monmouth von Llandaff, Adam Orleton von Hereford, Thomas Cobham von Worcester, die Earls of Pembroke und Hereford sowie William de Bereford, Walter Norwich, Badlesmere und 28 weitere Barone an. Die Führer der Verhandlungen mit Lancaster waren wahrscheinlich Badlesmere, Erzbischof Reynolds und der Earl of Pembroke. Da die königliche Delegation Lancasters bewaffnetes Gefolge fürchtete, brachte alleine Badlesmere zu seiner Sicherheit ein Gefolge von 100 men-at-arms mit nach Leicester. Durch Boten blieb der in Windsor Castle gebliebene König mit seiner Verhandlungsdelegation in Kontakt.
Am 12. April wurde festgehalten, dass für eine Verständigung zwischen dem König und Lancaster die Ordinances strikt eingehalten werden müssen, die schlechten Ratgeber vom Königshof entfernt werden müssen und das durch die Vergabe an Günstlinge entfremdeten Krongut zurückgegeben werden muss. Weiter sollte Lancaster und seine Gefolgsleute für ihre Vergehen begnadigt werden. Ob diese Vereinbarung bereits ein erster Entwurf einer Verständigung oder nur eine Dokumentation von Lancasters Forderungen war, die als Grundlage für weitere Verhandlungen dienen sollte, ist nicht geklärt.

## Weitere Verhandlungen mit Lancaster
Der König setzte offenbar auf eine rasche Einigung mit Lancaster. Er bestätigte am 8. Juni die Einigung von Leicester und berief für Ende Juli das Feudalheer nach York ein, um einen Feldzug nach Schottland zu unternehmen. Die Umsetzung der Forderungen Lancasters hätte aber nicht nur Entfernung der umstrittenen Höflinge, sondern auch weitreichende Besitzänderungen zur Folge gehabt. Nach Lancasters Forderungen sollten die königlichen Günstlinge nicht nur ihre vom König erhaltenen Güter zurückgeben müssen, sondern dazu den König für seine entgangenen Einkünfte entschädigen müssen. Die Höflinge machten verständlicherweise gegen Lancasters Forderungen Einwände. Während einer Tagung des Kronrats am 2. Juni, an der auch zahlreiche Bischöfe teilnahmen, machten die Höflinge vor allem die Weigerung Lancasters, den König zu unterstützen, für die Misserfolge der Regierung verantwortlich.
In der Folge kam es zu weiteren Verhandlungen mit Lancaster, unter anderem am 23. Juni in Horningblow bei Tutbury mit den Bischöfen Alexander Bicknor von Dublin, John Salmon und John Hotham von Ely, der gerade zum königlichen Kanzler ernannt worden war. Die Delegation erreichte Lancasters Einverständnis, dass über die Landvergaben einzeln während des Parlaments entschieden werden sollte, und dass auf eine Entschädigung des Königs für seine entgangenen Einkünfte verzichtet werden solle. Letztlich wurde vereinbart, dass nur Schenkungen berücksichtigt werden sollten, die nach 1310 erfolgt waren. Weitere Streitpunkte entstanden, als Lancaster für sich freies Geleit zum Parlament forderte, aber den Unterhändlern des Königs misstraute und in der Folge deren Zusagen des freien Geleits nicht akzeptierte. Anfang Juli verhandelte die Bischof Bicknor, Hotham und Salmon sowie Pembroke, Badlesmere und Hugh Despenser der Jüngere mit Lancaster, doch dieser stimmte dem Kompromiss nicht zu, da er die Rückgabe der Landvergaben des Königs berücksichtigt haben wollte. Daraufhin verhandelte Mitte oder Ende Juli eine weitere Delegation, bestehend aus Bicknor, Langton, Hotham, den Earls of Pembroke und Arundel sowie Mortimer und Badlesmere weiter mit Lancaster.
Letztlich stimmte Lancaster zu, dass bis auf Montagu und Damory, die ihm angeblich nach dem Leben trachteten, die Höflinge sich mit ihm aussöhnen durften. Dann schlug Lancaster die Bildung eines ständigen Staatsrats vor, der aus acht Bischöfen, vier Earls und vier Baronen bestehen sollte. Pro Kalenderquartal sollten je zwei Bischöfe, ein Earl und ein Baron Mitglied sein. Der König war inzwischen am 30. Juni nach Northampton gereist, doch noch immer hatte Lancaster Vorbehalte vor einem direkten Treffen. Wahrscheinlich am 25. Juli konnte dann eine abschließende Einigung mit Lancaster erreicht werden, den der König dann am 31. Juli für seine Verstöße begnadigte.

## Abschluss des Vertrags von Leake
Am 7. August trafen sich der König und Lancaster zwischen Loughborough und Leicester. Vor den Augen zahlreicher Prälaten, aller Earls mit Ausnahme Warennes und zahlreicher Barone tauschten sie den Friedenskuss. Am 8. oder 9. August trafen sich der König und Lancaster bei Nottingham, um über die Verteidigung von Nordengland gegen schottische Angriffe bis zum nächsten Parlament zu sprechen. Schließlich wurde am 9. August 1318 der Vertrag in dem Dorf Leake in Nottinghamshire besiegelt.

## Inhalt
Im Vertrag von Leake wurde die Begnadigung von Lancaster und dessen Gefolge bestätigt, im Gegenzug verzieh Lancaster allen seinen Gegnern mit Ausnahme von Warenne. Die Fehde zwischen Warenne und Lancaster wegen der Entführung von Lancasters Frau wurde nicht durch den Vertrag geregelt, so dass Warenne keinen Schutz durch die Regierung vor der Rache des mächtigen Lancaster erhielt.
Politisch musste Lancaster in dem Vertrag dagegen erhebliche Zugeständnisse machen. Zwar sollten die Ordinances von 1311 umgesetzt werden, aber im Vertrag von Leake wurde nicht mehr explizit die Entfernung der königlichen Favoriten vom Hof und die Rückgabe der Schenkungen des Königs erwähnt. Nach dem Vertrag sollte ein ständiger Staatsrat eingerichtet werden, dessen Zustimmung für alle Regierungsentscheidungen außer den Parlamentsbeschlüssen notwendig war. Dem Rat sollten ein von Lancaster bestellter Knight Banneret, die Bischöfe von John Salmon von Norwich, John Langton von Chichester, John Hotham von Ely, Roger Martival von Salisbury, David Martin von St Davids, John Halton von Carlisle, Adam Orleton von Hereford und Thomas Cobham von Worcester, die Earls of Pembroke, Richmond, Hereford und Arundel, sowie Hugh Courtenay, Roger Mortimer of Wigmore, John Seagrave und John Grey angehören. Lancaster dagegen war nur indirekt durch einen Knight Banneret vertreten, während die anderen Mitglieder fast alle dem König familiär, durch Verpflichtungen, oder im Falle der Bischöfe, als Beamte verbunden waren. Immerhin gehörten neun der früheren Lords Ordainer dem Rat an. Dabei sollten die Mitglieder vierteljährlich rotieren, so dass je zwei Bischöfe, ein Earl und ein Baron dem Rat angehörten. Die Mitglieder sollten vom Parlament jährlich neu gewählt werden.

## Bestätigung durch das Parlament von York
Die Versöhnung zwischen dem König und Lancaster sollte durch ein Parlament abgeschlossen werden, dass ab dem 20. Oktober in York stattfinden sollte und den Vertrag von Leake billigen und umsetzen sollte. Lancaster war von etwa dem 26. Oktober bis zum 22. November in York. Nach seiner Abreise ließ er sich von seinem Vasall Roger Beler in den Sitzungen vertreten, die bis zum 9. Dezember währten.
Das Parlament bestätigte zunächst den Vertrag von Leake. Lancaster und sein Gefolge wurde erneut für alle vor dem 7. August 1318 begangenen Vergehen begnadigt. Dazu erneuerte das Parlament die Besetzungen der höchsten Staatsämter. Der Bischof von Ely wurde als Kanzler bestätigt, der Bischof von Winchester, der frühere Kanzler, wurde zum Treasurer ernannt, der John Walwayn ablöste. Montagu wurde als Steward of the Household durch Badlesmere ersetzt, stattdessen wurde er zum Seneschall der Gascogne ernannt. Hugh le Despenser, der nach Juni 1318 Lancasters Gegner John Charlton als Chamberlain of the Household abgelöst hatte, wurde in dem Amt bestätigt.
Lancaster hatte großen Wert auf eine Überprüfung der Schenkungen des Königs gelegt. Das Parlament widerrief aber nicht alle Schenkungen des Königs, sondern überprüfte nur einzelne, ob sie für die geleisteten Dienste angemessen waren. Letztlich mussten nur der jüngere Despenser, Damory, Badlesmere, Hereford und einige andere einen Teil ihrer vom König erhaltenen Schenkungen verzichten. Von einer Entfernung der Günstlinge vom Königshof war keine Rede mehr, wobei Damory und Audley nach dem Parlament offenbar den Hof verließen und Montagu nach Südwestfrankreich versetzt und damit ein Kompromiss erreicht wurde. Der ständige Staatsrat wurde um weitere Mitglieder, zwei Bischöfe und sieben Barone, erweitert. Unklar ist, welcher Knight Banneret der Vertreter Lancasters in dem Staatsrat war, vermutlich war es John de Clavering. Das Parlament bestimmte eine Kommission zur Reform und Verbesserung des königlichen Haushalts, der Hereford, Badlesmere, Roger Mortimer of Chirk, John de Somery, Walter Norwich, Erzbischof William Melton von York sowie die Bischöfe von Norwich und Ely angehörten.
Lancaster hatte weitgehend auf seine Kernforderungen, die Rückgabe der Schenkungen des Königs und der Entfernung der Günstlinge verzichtet. Dafür wurde ihm gegen Warenne freie Hand gegeben. Dieser musste mit Lancaster eine Einigung schließen, nach der er auf seine Güter in Yorkshire sowie auf Bromfield, Yale und Holt Castle in Nordwales zugunsten von Lancaster verzichtete. Montagu schloss am 23. November einen Ausgleich mit Lancaster, dazu erkannten er sowie Damory und Audley quasi als Entschädigung größere Beträge als Schulden gegenüber Lancaster an. Diese wurden von Damory und wohl auch von Montagu tatsächlich beglichen.

## Folgen
Zwar hatten einige der Günstlinge des Königs den Hof verlassen, doch in der Folge stieg der jüngere Despenser rasch zum dominierenden neuen Favoriten des Königs auf. Bereits während der Belagerung von Berwick im September 1319 zerbrach die Zusammenarbeit zwischen Lancaster und dem König wieder, als Lancaster ohne Erlaubnis des Königs mit seinen Truppen das Belagerungsheer verließ, um ein schottisches Heer zu stellen, das seine Besitzungen plünderte.
In den nächsten Monaten blieb Lancaster isoliert auf seinen Besitzungen, bis die Besitzgier des jüngeren Despenser Anfang 1321 eine gewaltsame Revolte der Marcher Lords, den Despenser War hervorrief. Lancaster unterstützte diese Revolte politisch, doch als der König ab Herbst 1321 militärisch gegen die Rebellen vorging, konnte Lancaster keine gemeinsame Verteidigung gegen den König organisieren, nicht zuletzt, weil er nicht den ebenfalls zu den Rebellen gewechselten Badlesmere unterstützen wollte. Der König erklärte Lancaster schließlich zum Verräter, und im März 1322 wurde Lancasters Heer in der Schlacht bei Boroughbridge besiegt. Lancaster geriet in Gefangenschaft und wurde wenige Tage später hingerichtet. Nachdem Eduard II. damit seine innenpolitischen Gegner ausgeschaltet hatte, herrschte er mit Hilfe der Despensers unangefochten, bis er im Herbst 1326 von Roger Mortimer of Wigmore gestürzt wurde.

## Nachwirkung
Der Historiker William Stubbs argumentierte in seinem 1875 erschienenen Werk Constitutional History of England, dass es neben der Hofpartei und der Opposition unter Lancaster eine dritte Gruppe, eine sogenannte Middle Party gab, der Pembroke, Badlesmere, Audley und andere Höflinge und Magnaten angehörten. Dieser These schloss sich später der Historiker T. F. Tout an. Nach dessen Auffassung war der Vertrag von Leake der Erfolg dieser Middle Party, der auch die meisten Bischöfen angehörten.
In der neueren Forschung wurde jedoch zweifelsfrei dargestellt, dass Pembroke und Badlesmere treue Anhänger des Königs waren und dass es eine Middle Party in dieser Form nicht gab. Lancaster andererseits war bis auf sein Gefolge politisch isoliert und hatte unter den anderen Magnaten kaum Verbündete. Der Vertrag von Leake gilt deshalb vor allem als Erfolg der gemäßigten Anhänger des Königs, die von den Bischöfen unterstützt wurden, die gemäß ihrer Tradition politisch die Krone unterstützten. Der König selbst war an den Verhandlungen eher desinteressiert. Für die langwierigen Verhandlungen waren vor allem die Höflinge und Günstlinge des Königs verantwortlich, die erreichten, dass ihr Besitz fast unangefochten blieb.